# 푸앵트라루구

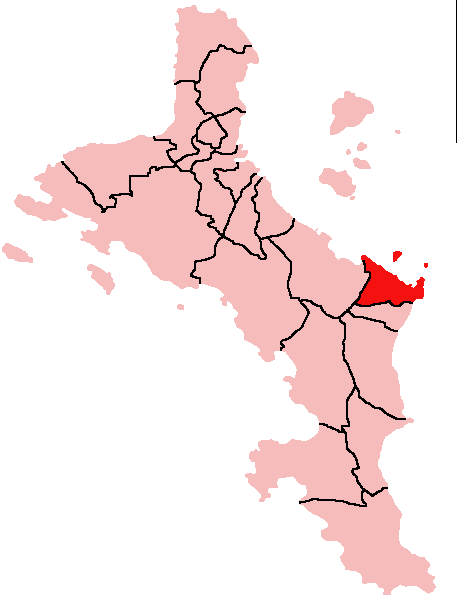
푸앵트라루구의 위치

푸앵트라루구(프랑스어: Pointe La Rue)는 세이셸을 구성하는 25개 구 가운데 하나로 마에섬에 위치한다. 면적은 3.9km2, 인구는 2,715명(2002년 기준)이다.